# Anomala vietipennis
Anomala vietipennis är en skalbaggsart som beskrevs av Ohaus 1910. Anomala vietipennis ingår i släktet Anomala och familjen Rutelidae. Inga underarter finns listade i Catalogue of Life.